# Marco Hoffmann
Marco Philip Hoffmann (8 novembre 2003) è un calciatore austriaco, attaccante dell'Hartberg.

## Carriera
Ha iniziato a giocare a calcio con l'Halbturn dove ha realizzato 18 reti in 25 incontri in Regionalliga nella stagione 2023-2024. Acquistato dall'Hartberg nell'estate successiva, il 18 agosto 2024 ha esordito con quest'ultimo coub giocando l'incontro di prima divisione austriaca pareggiato 1-1 contro l'Austria Vienna.

## Statistiche

### Presenze e reti nei club
Statistiche aggiornate al 9 agosto 2025.
| Stagione        | Squadra         | Campionato      | Campionato | Campionato | Coppe nazionali | Coppe nazionali | Coppe nazionali | Coppe continentali | Coppe continentali | Coppe continentali | Altre coppe | Altre coppe | Altre coppe | Totale | Totale | Totale |
| Stagione        | Squadra         | Comp            | Pres       | Reti       | Comp            | Pres            | Reti            | Comp               | Pres               | Reti               | Comp        | Pres        | Reti        | Pres   | Reti   |        |
| --------------- | --------------- | --------------- | ---------- | ---------- | --------------- | --------------- | --------------- | ------------------ | ------------------ | ------------------ | ----------- | ----------- | ----------- | ------ | ------ | ------ |
| 2023-2024       | Halbturn        | RL              | 25         | 18         | CA              | 0               | 0               | -                  | -                  | -                  | -           | -           | -           | 25     | 18     |        |
| 2024-2025       | Hartberg        | BL              | 23         | 1          | CA              | 3               | 1               | -                  | -                  | -                  | -           | -           | -           | 26     | 2      |        |
| 2025-2026       | Hartberg        | BL              | 2          | 0          | CA              | 1               | 0               | -                  | -                  | -                  | -           | -           | -           | 3      | 0      |        |
| Totale carriera | Totale carriera | Totale carriera | 25         | 1          |                 | 4               | 1               |                    | -                  | -                  |             | -           | -           | 29     | 2      |        |
| Totale carriera | Totale carriera | Totale carriera | 50         | 18         |                 | 4               | 1               |                    | -                  | -                  |             | -           | -           | 54     | 19     |        |